# NGC 5551
NGC 5551 је елиптична галаксија у сазвежђу Девица која се налази на NGC листи објеката дубоког неба.
Деклинација објекта је + 5° 27' 4" а ректасцензија 14h 18m 54,8s. Привидна величина (магнитуда) објекта NGC 5551 износи 14,2 а фотографска магнитуда 15,2. NGC 5551 је још познат и под ознакама MCG 1-36-37, CGCG 47-3, IRAS 14164+0540, PGC 51139.